# Baškirština
Baškirština je turkický jazyk.

## Mluvčí
Podle sčítání lidu žilo v SSSR v roce 1989 1 047 000 baškirských rodilých mluvčích. Dalších 26 737 uvedlo, že baškirštinu používá jako svůj druhý jazyk. Přibližně 30 000 Baškirů používalo jako mateřský jazyk tatarštinu.
Baškirští mluvčí žijí převážně v ruské republice Baškortostánu a v sousedním Tatarstánu a Udmurtsku. Významný počet žije také Permském kraji a v Čeljabinské, Orenburské, Sverdlovské a Kurganské oblasti. Velké baškirské menšiny žijí také v Kazachstánu a Uzbekistánu.

## Písmo a dialekty
Ačkoliv mají Baškirové původ mezi ugrickými nebo finskými kmeny, zpočátku přijali bolgarský jazyk. Po mongolské invazi do Ruska převládl jazyk kmenů zlaté hordy Kypčak.
Moderní baskirština, stejně jako jí podobná tatarština, vychází z kypčacké skupiny jazyků. Dnes má mnoho dialektů tatarštině podobných a v minulosti baškirové tatarštinu používali i jako psaný jazyk. V 15. století byla nahrazena čagatajštinou (nebo její starou tatarskou variantou), jež byla užívána do roku 1923. Jak tatarština, tak čagatajština používaly pro zápis arabské písmo.
V roce 1923 byl pro baškirštinu vytvořen systém zápisu a z několika tatarských dialektů též literární jazyk. Nejprve byla používána upravená abeceda arabská, v roce 1930 byla nahrazena abecedou založenou na latince, jež byla v roce 1938 nahrazena upravenou cyrilicí.

## Příklady

### Číslovky
| Baškirsky | Česky |
| беp       | jeden |
| икe       | dva   |
| өс        | tři   |
| дүpт      | čtyři |
| биш       | pět   |
| aлты      | šest  |
| eтe       | sedm  |
| һигeҙ     | osm   |
| тyғыҙ     | devět |
| yн        | deset |

## Užitečné fráze
| Baškirsky              | Česky             |
| Һаумыһығыҙ!            | Ahoj!             |
| Хәйерле иртә!          | Dobré ráno!       |
| Хәйерле көн!           | Dobré odpoledne!  |
| Хәйерле төн!           | Dobrý večer!      |
| Сәләм!                 | Čau!              |
| Рәхим итегеҙ!          | Vítejte!          |
| Һеҙҙе күреүемә шатмын! | Rád tě vidím!     |
| Сәләм! Хәлдәрең нисек? | Ahoj. Jak se máš? |

## Slovník
| Baškirsky | Česky          |
| ҡыҙыл     | červená        |
| аҡ        | bílá           |
| ҡара      | černá          |
| йәшел     | zelená         |
| күк       | modrá          |
| һары      | žlutá          |
| көрән     | hnědá          |
| ал        | růžová         |
| бүре      | šedá           |
| айыу      | medvěd         |
| әтәс      | kohout         |
| бүре      | vlk            |
| вагон     | vagon          |
| гөл       | květina        |
| ғалим     | vědec          |
| даға      | kopyto         |
| еләк      | jahoda         |
| ё         | abeceda jo     |
| жираф     | žirafa         |
| зәйтүн    | oliva          |
| ҙ         | abeceda ð      |
| ишәк      | osel           |
| йәйғор    | duha           |
| күбәләк   | motýl          |
| ҡуян      | králík         |
| ләлә      | tulipán        |
| маймыл    | opice          |
| нур       | paprsek světla |
| ң         | abeceda ng     |
| ойоҡ      | ponožka        |
| өй        | kůň            |
| пальма    | palma          |
| ракета    | raketa         |
| сәғәт     | hodina         |
| ҫ         | abeceda θ      |
| терпе     | ježek          |
| усаҡ      | táborák        |
| үрмәксе   | pavouk         |
| фил       | slon           |
| хат       | písmeno        |
| һыйыр     | kráva          |
| церк      | stan           |
| чукчә     | čukot          |
| шыршы     | vánoční strom  |
| щотка     | zubní kartáček |
| ъ         | abeceda "      |
| ыласын    | jestřáb        |
| ь         | abeceda ʲ      |
| эт        | pes            |
| юла       | káča           |
| ярма      | obilí          |

## Vzorový text
Otče náš (modlitba Páně):
Күктәге Атабыҙ,
Исемең мөҡәддәс тип танылһын.
Һинең Батшалығың килһен.
Күктәге кеүек, еpҙә лә ихтыярың үтәлһен.
Был көнгә кәрәклә икмәгебеҙҙе беҙгә бөгөн бир.
Беҙгә яҙыҡ эш ҡылғандарҙи беҙ кисергән кеүек,
беҙҙең яҙыҡ эштәребеҙҙе Һин кисер.
Беҙҙә һынауға дусар итмә, ә Иблистән һаҡла.

### Všeobecná deklarace lidských práv
| baškirsky (cyrilice) | Барлыҡ кешеләр ирекле, дәрәжәләре һәм хоҡуҡтары тигеҙ булып тыуалар. Улар аҡыл һәм выждан эйәһе һәм бер-береһенә ҡарата ҡәрҙәшлек рухында хәрәкәт итергә тейештәр. |
| baškirsky (latinka)  | Barlıq keşelär irekle, däräjäläre häm xoquqtarı tiñ bulıp tıualar. Ular aqıl häm vıjdan eyähe häm ber-berehenä qarata qärźäşlek ruxında xäräkät itergä teyeştär.   |
| česky                | Všichni lidé se rodí svobodní a sobě rovní co do důstojnosti a práv. Jsou nadáni rozumem a svědomím a mají spolu jednat v duchu bratrství.                         |